# Macellicephala nigra
Macellicephala nigra är en ringmaskart som först beskrevs av Hartman 1967.  Macellicephala nigra ingår i släktet Macellicephala och familjen Polynoidae. Inga underarter finns listade i Catalogue of Life.